# Lisa Welander
Lisa Welander (* 9. August 1909 in Frustuna församling, Södermanlands län; † 9. Dezember 2001) war eine schwedische Neurologin.
Nach ihrem Medizinstudium am Karolinska Institutet absolvierte Welander ihre Facharztausbildung auf dem Gebiet der Neurologie am Serafimerlasarettet in Stockholm.
In den 1940er Jahren forschte sie an einer Patientengruppe aus der Gegend von Gästrikland, deren Mitglieder Muskelschwund an Händen und Füßen aufwiesen. Sie beschrieb die Erkrankung und genetischen Störungen 1951 in ihrer Doktorarbeit. Bis zu ihrer Professur lehrte sie 1952 am Karolinska-Institut und ab 1953 am Medical College der Universität Göteborg.
Lisa Welander war Schwedens erste Professorin für Neurologie. Ihren Lehrstuhl übernahm sie 1964 an der Universität Umeå (Schweden).
Bekannt geworden ist Welander insbesondere durch Veröffentlichung ihrer gemeinsamen Studienergebnisse mit Eric Kugelberg zur spinalen Muskelatrophie (SMA). Die juvenile Verlaufsform der Erkrankung, die SMA Typ III, ist nach ihr und ihrem Kollegen als Kugelberg-Welander-Syndrom benannt.

## Veröffentlichungen (Auswahl)
- E. Kugelberg, L. Welander: Heredofamilial juvenile muscular atrophy simulating muscular dystrophy. In: Archives of Neurology and Psychiatry. 75, 1956, S. 500–509, doi:10.1001/archneurpsyc.1956.02330230050005.